# NGC 1153
NGC 1153 (również PGC 11230 lub UGC 2439) – galaktyka soczewkowata (S0-a), znajdująca się w gwiazdozbiorze Wieloryba. Odkrył ją William Herschel 13 grudnia 1784 roku.